# Musée national de l'université fédérale de Rio de Janeiro
Ne doit pas être confondu avec le musée historique national ou le musée national des Beaux-Arts, situés aussi à Rio mais dépendant tous deux de l'Instituto Brasileiro de Museus (pt), ni avec le Museu Nacional Honestino Guimarães dépendant du District fédéral du Brésil.
Le musée national de l'université fédérale de Rio de Janeiro (en portugais : Museu Nacional da Universidade Federal do Rio de Janeiro) ou juste musée national, anciennement musée national de Rio de Janeiro, parfois nommé musée d'histoire naturelle (en portugais : museu de História Natural) ou par le nom du palais qui l'héberge, du parc qui l'entoure, voire du pays, est un musée, au sein d'un institut de recherche fondé en 1818, dont le siège est situé dans le bâtiment de l'ancien palais de Saint-Christophe à Rio de Janeiro, au Brésil. Spécialisé en histoire naturelle, anthropologie, ethnologie, archéologie et dans les nombreuses disciplines apparentées, cet établissement de recherche et de diffusion de la culture scientifique naturaliste est une partie intégrante de l'université fédérale de Rio de Janeiro depuis 1946.
L’appellation de « musée national du Brésil », parfois utilisée dans des médias internationaux est inhabituelle dans les documents officiels et dans la littérature scientifique, et ne permet pas de le distinguer du musée national Honestino Guimarães, situé à Brasilia, ou des autres musées nationaux brésiliens.
L'incendie de la nuit du 2 au 3 septembre 2018 a ravagé le bâtiment principal contenant la collection permanente et deux expositions temporaires, les archives institutionnelles, le matériel et les fonds de nombreux chercheurs, en plus, parmi d'autres, des documentations et collections des invertébrés, de paléontologie, d'archéologie et d'anthropologie, dont des enregistrements en langues vernaculaires d'Amérique du Sud uniques. Environ 18 millions d'objets ou d'unités documentaires conservés par l'institut pourraient avoir été détruits, selon la vice-directrice, Cristiana Serejo.

## Historique
Le musée national a été créé par le roi du Portugal Jean VI en 1818 sous le nom de musée royal, dans le but de stimuler la recherche scientifique sur le territoire du Brésil. Initialement, le musée abritait des spécimens botaniques et animaux, notamment des oiseaux, ce qui a fait que le premier bâtiment où il a été implanté dans le centre de Rio de Janeiro, sera appelé par la population la « maison des Oiseaux » (Casa dos Pássaros).
Par la suite, avec le mariage du fils de Jean VI et premier empereur du Brésil, Pierre Ier avec l'archiduchesse Marie Léopoldine d'Autriche, le musée commence à attirer les plus grands naturalistes européens du XIXe siècle, tels que Maximilian zu Wied-Neuwied, Johann Baptist von Spix et Carl Friedrich Philipp von Martius. D'autres chercheurs européens qui ont exploré le pays, comme Auguste de Saint-Hilaire et le baron Georg Heinrich von Langsdorff, contribuent à augmenter les collections du musée royal.
À la fin du XIXe siècle, reflétant les préférences personnelles de l'empereur Pierre II, le musée national commence à investir dans les domaines de l'anthropologie, la paléontologie et l'archéologie. L'empereur lui-même, qui est un scientifique amateur passionné et un partisan enthousiaste de toutes les branches de la science, contribue à enrichir plusieurs des collections de l'art de l'Égypte antique (dont la collection de stèles), de fossiles botaniques, etc., qu'il acquiert au cours de plusieurs de ses voyages à l'étranger. De cette façon, le musée national se modernise et devient le plus important musée d'histoire naturelle et des sciences humaines d'Amérique du Sud.
Pierre II est bien conscient de la pénurie de vrais scientifiques et de naturalistes au Brésil. Il règle le problème en invitant des scientifiques étrangers à venir travailler au musée. Le premier à venir est Ludwig Riedel, un botaniste allemand qui a participé à l'expédition du baron von Langsdorff dans le Mato Grosso de 1826 à 1828. D'autres scientifiques suivent dont le chimiste allemand Theodor Peckolt et le géologue et paléontologue américain Charles Frederick Hartt (en). Les années passant, le musée devient peu à peu célèbre et il attire plusieurs chercheurs étrangers qui souhaitent atteindre la stature scientifique par leur travail au Brésil, tels que Fritz Müller, Hermann von Ihering, Carl August Wilhelm Schwacke, Orville Adalbert Derby (en), Emílio Augusto Goeldi, Louis Couty (en) et d'autres, tous attirés par le directeur du musée Ladislau Netto (en).
Comme l'empereur était encore une figure très populaire quand il a été destitué par un coup d'État militaire en 1889, les républicains ont essayé d'effacer les symboles de l'Empire. Un de ces symboles, le palais de São Cristóvão, la résidence officielle des empereurs, étant devenu vacant, en 1892, toutes les collections, objets de valeur et chercheurs du musée national ont été transférées dans ce palais où elles sont encore aujourd'hui.
En 1946, la direction du musée a été confiée à l'université du Brésil, qui est devenue maintenant l'université fédérale de Rio de Janeiro. Les bureaux et laboratoires de recherche occupent une bonne partie du palais et autres bâtiments érigés dans les jardins botaniques (Horto Florestal), dans le parc Quinta da Boa Vista. On peut y trouver une des plus grandes bibliothèques scientifiques de Rio. Actuellement, le musée national offre des cours de troisième cycle dans les domaines suivants : anthropologie, sociologie, botanique, géologie, paléontologie et zoologie.

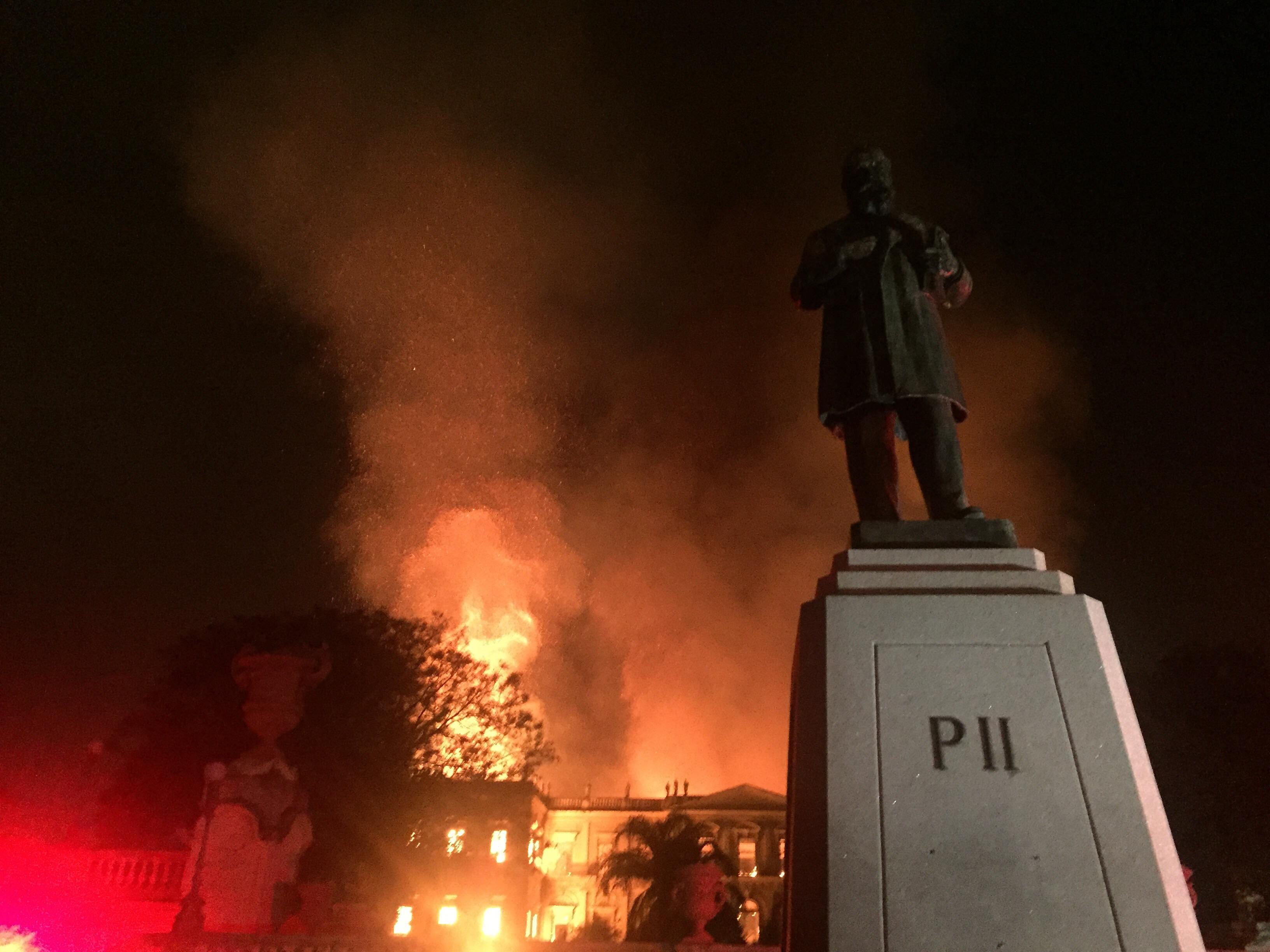
Le musée national en proie aux flammes, dans la nuit du 2 au 3 septembre 2018.

Dans la nuit du 2 au 3 septembre 2018, un incendie ravage le musée. La réouverture partielle du musée est envisagée pour 2022.

## Collections
Le Musée national possédait une des plus grandes collections d’histoire naturelle et d’anthropologie d'Amérique latine, et était l’institution muséologique brésilienne possédant le plus grand nombre de biens culturels. Le musée comptait plus de 20 millions d'articles catalogués, répartis dans des collections de sciences naturelles (géologie, paléontologie, botanique et zoologie) et anthropologique (anthropologie, archéologie et ethnologie). Plusieurs fonds remontaient à des collections débutées au XVIIIe siècle, tels que des objets de la « Casa dos Pássaros » (Maison des oiseaux) et de la « Coleção Werner » (collection Werner). Pendant plus de deux siècles, les fonds se sont développés grâce à des collectes et des fouilles, des échanges, des dons et des achats.
Il comprenait de vastes ensembles représentatifs de l'histoire naturelle et des productions humaines du Brésil, ainsi que d'autres parties du monde, ayant une grande valeur scientifique, historique et artistique, et à l'origine d'un grand nombre de recherches scientifiques, de thèses, mémoires et monographies. En raison de l'importance quantitative de la collection muséologique et de l'espace limité, seul un petit échantillon de cet ensemble (environ 3 000 objets) était en exposition permanente.
Il abritait en particulier des collections comprenant des animaux, insectes, minéraux, des collections autochtones d'ustensiles, de momies égyptiennes et des artefacts archéologiques d'Amérique du Sud, ainsi que des météorites et des fossiles.
En 2007, les collections de botanique (herbier de quelque 650 000 spécimens, parmi lesquels 8 000 types) ont été déménagées du palais vers un nouveau bâtiment construit pour abriter le département de botanique et ses collections.

## Pertes lors de l’incendie de 2018

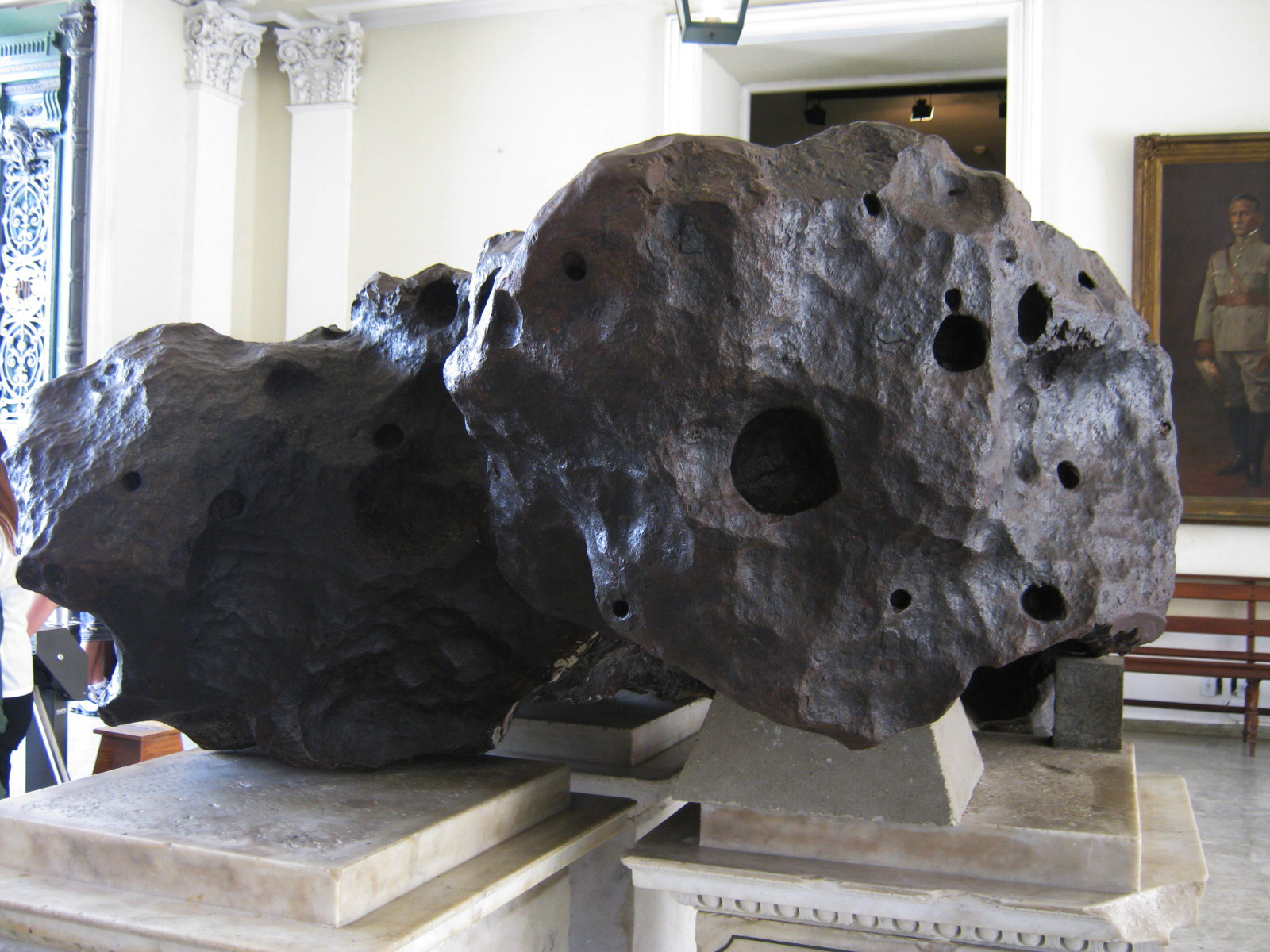
La météorite de Bendegó.

Selon une déclaration du directeur adjoint du musée Luiz Fernando Dias Duarte (pt) le 2 septembre 2018 au soir, l’incendie aurait détruit l'ensemble de la collection de l'impératrice Thérèse-Christine (près de sept-cents pièces gréco-romaines), des fresques de Pompéi, ainsi que les fonds linguistiques. Parmi les objets que l'on estime être perdus, se trouve le plus ancien fossile exhumé au Brésil, découvert en 1974 et connu sous le nom de Luzia. Les collections paléontologiques comprenaient le fossile de Maxakalisaurus topai, un dinosaure découvert dans le Minas Gerais qui était le premier de grande taille à être retrouvé au Brésil. Les collections ethnologiques comprenaient des artefacts de cultures indigènes, notamment les objets rares des Ticunas (pt) et des afro-brésiliens, ainsi que des objets provenant de diverses cultures du Pacifique. La météorite de Bendegó, trouvée en 1794 à Monte Santo, qui y est conservée depuis 1888, a résisté au sinistre. Ce ne serait pas le cas du trône en bois sculpté dit « du roi d'Abomey Adandozan (c. 1797-1818) », offert par ses ambassadeurs au prince régent, le futur roi Jean VI, en 1811.
La documentation et le matériel de nombreux chercheurs seraient perdus, ainsi que l'ensemble des archives historiques de l'institution. La collection permanente et deux expositions temporaires sur place ont également été détruites, de même que les collections des invertébrés, de paléontologie, d'archéologie et d'anthropologie. La bibliothèque d’anthropologie était réputée pour être une des plus riches d’Amérique latine. De nombreux enregistrements en langues vernaculaires d'Amérique du Sud, aujourd'hui disparues ou en voie d’extinction, ont été détruits par l'incendie.
Bien que les pertes très importantes ne soient pas connues dans le détail, on sait qu'une partie des collections conservée dans d'autres bâtiments est préservée (dont les collections d'ornithologie, de mammalogie, d'herpétologie, d'ichtyologie et de botanique) ainsi que la bibliothèque générale du musée. De même, le zoo de Rio de Janeiro, voisin du musée, ne serait pas affecté. Les quatre gardiens qui travaillaient ce soir-là n'ont pas été blessés.

Objets détruits dans l’incendie de 2018
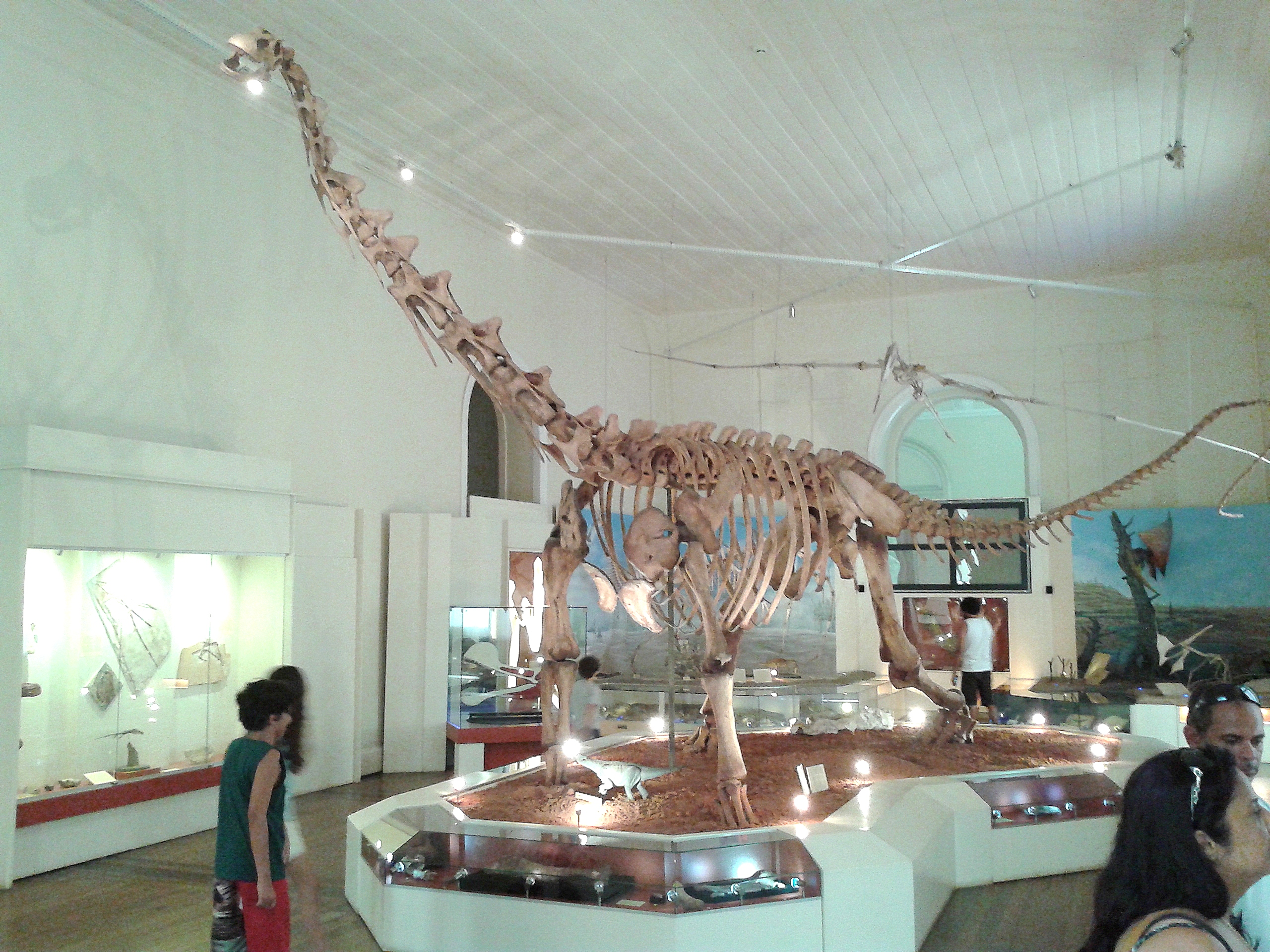
Réplique de Maxakalisaurus topai (Crétacé supérieur).
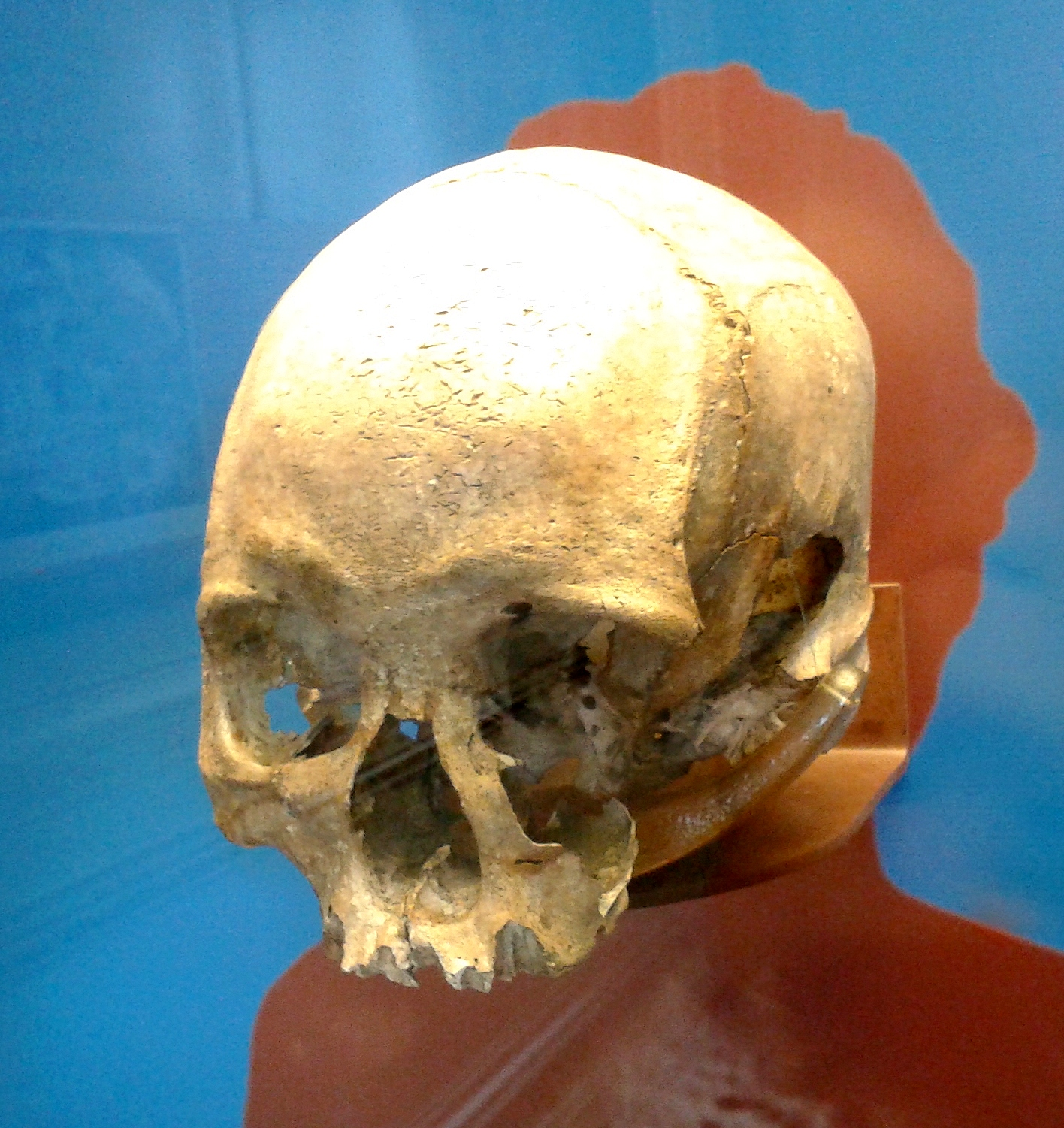
Luzia : crâne d'hominidé (environ 11 000 ans BP).
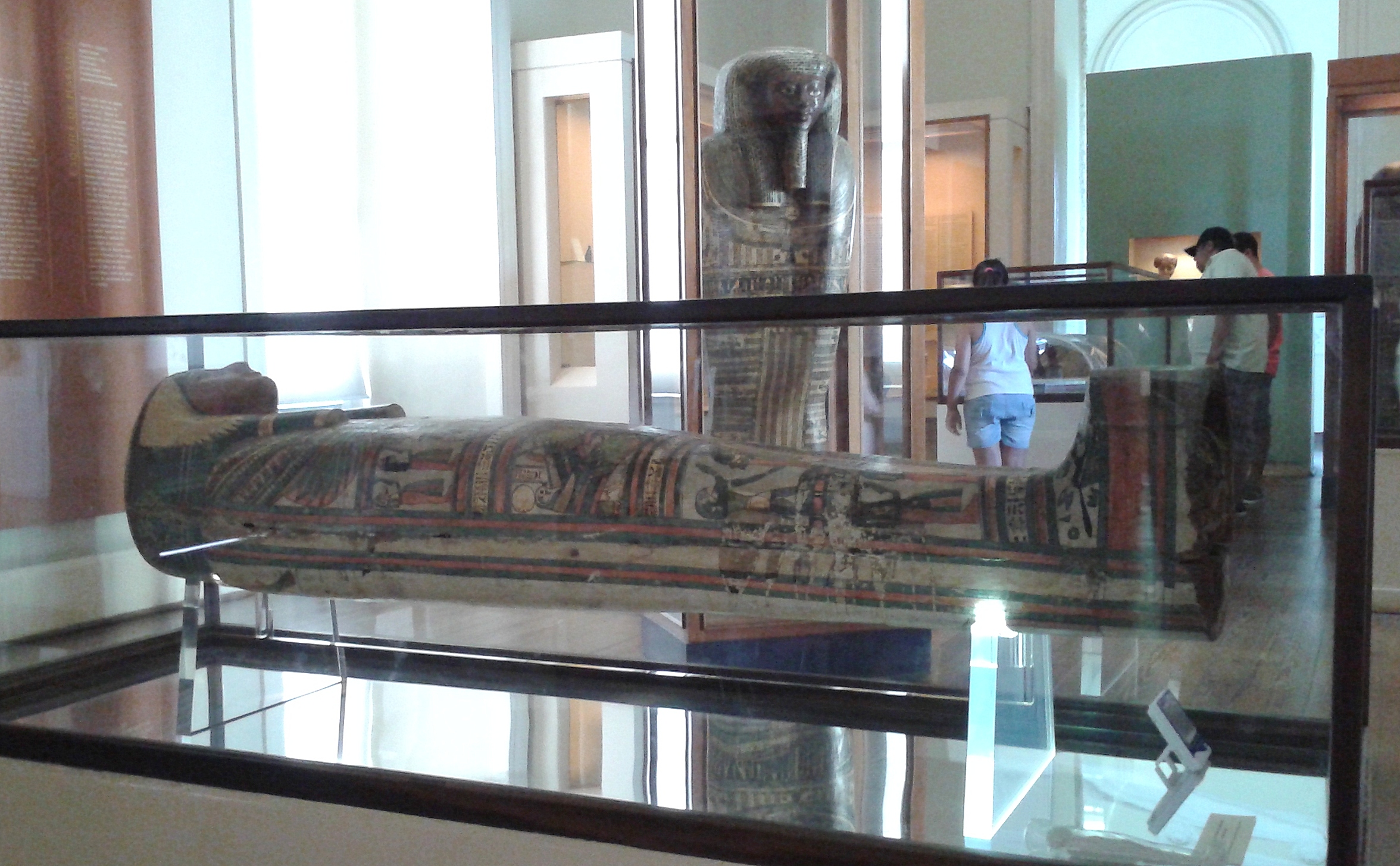
Sarcophage de Sha-Amun-en-su (Basse époque égyptienne, c. -750).
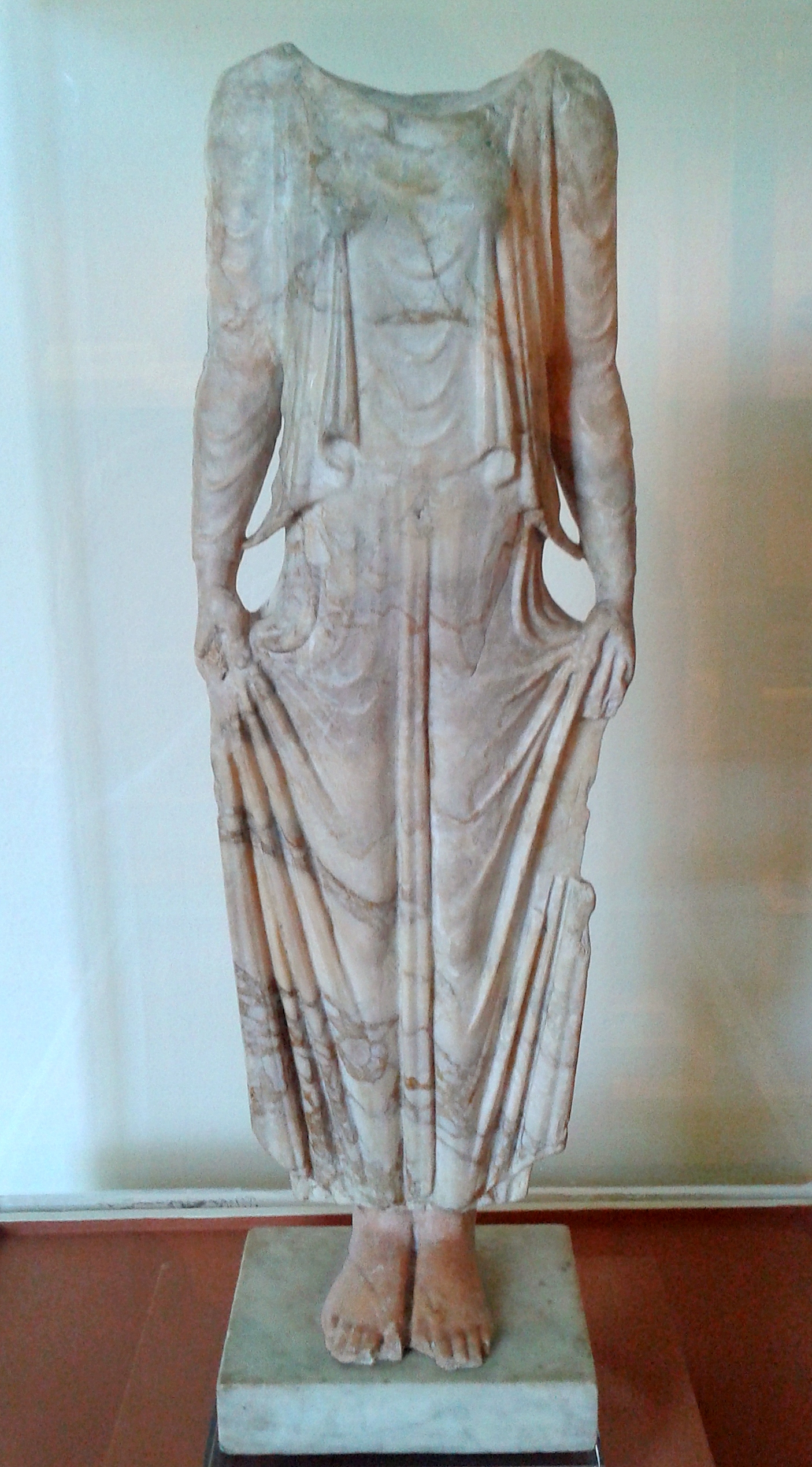
Korè (copie de l'époque romaine).
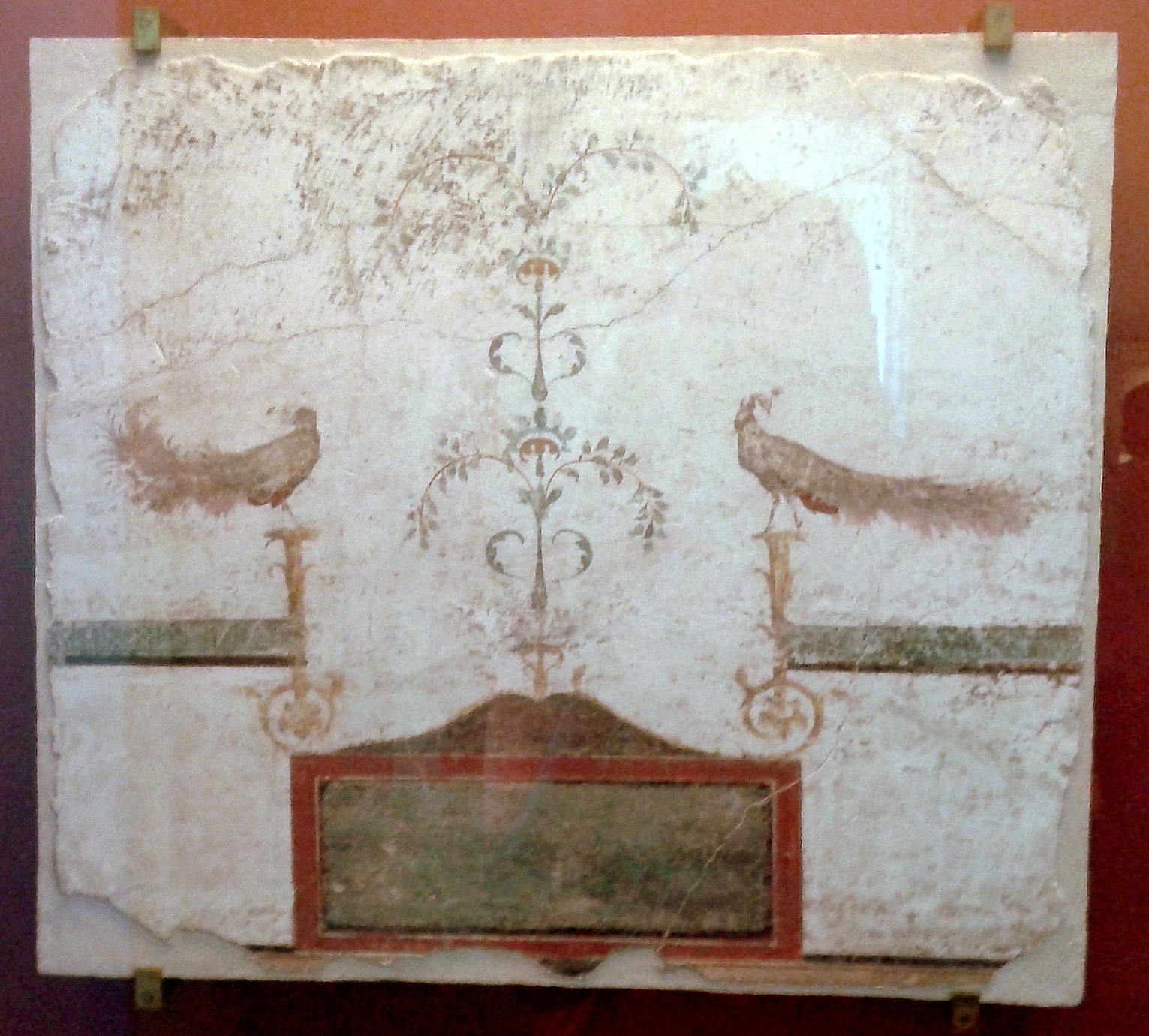
Fresque de Pompéi (avant 79 apr. J.-C.).
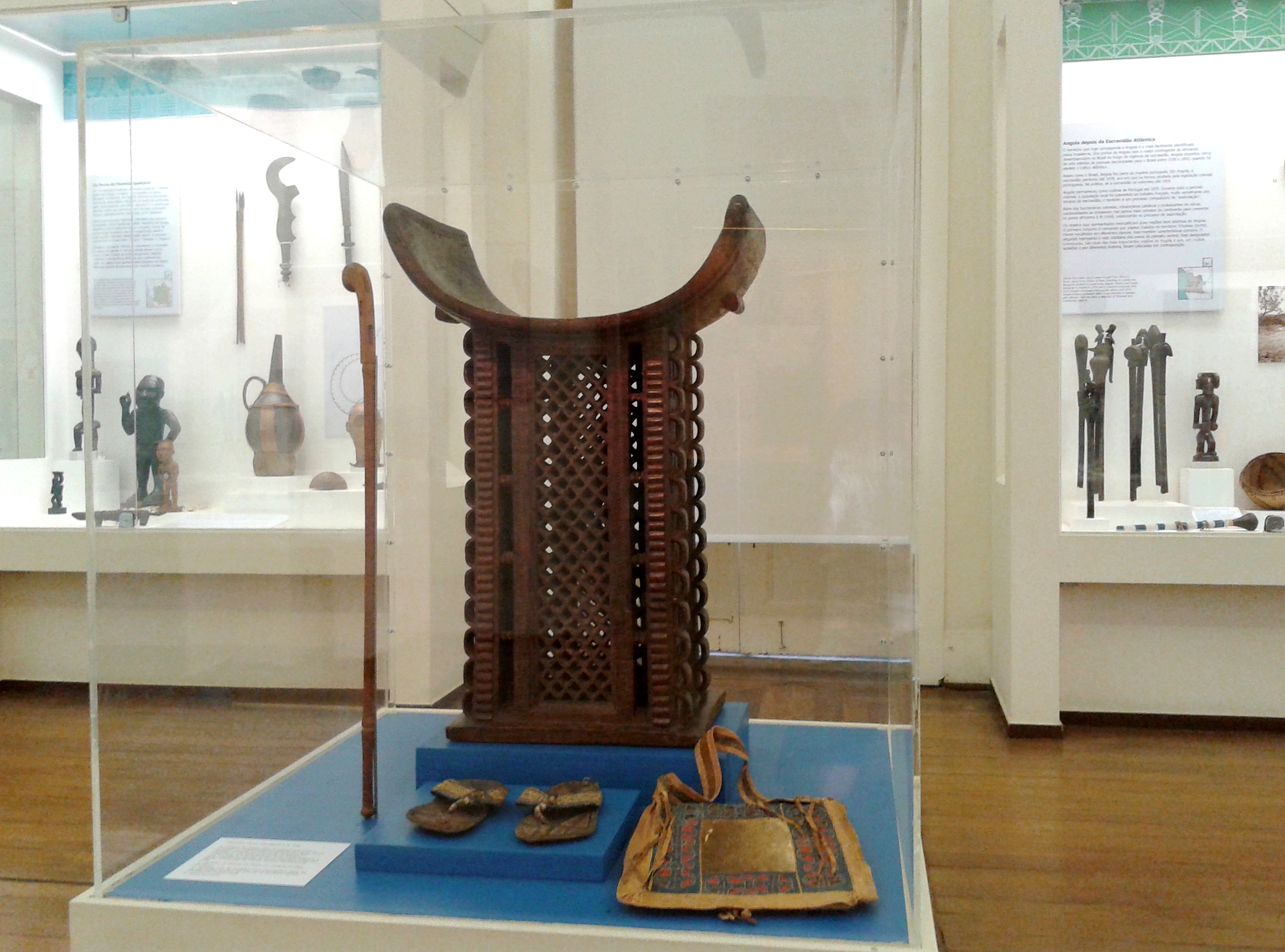
Trône du roi Adandozan (avant 1810).
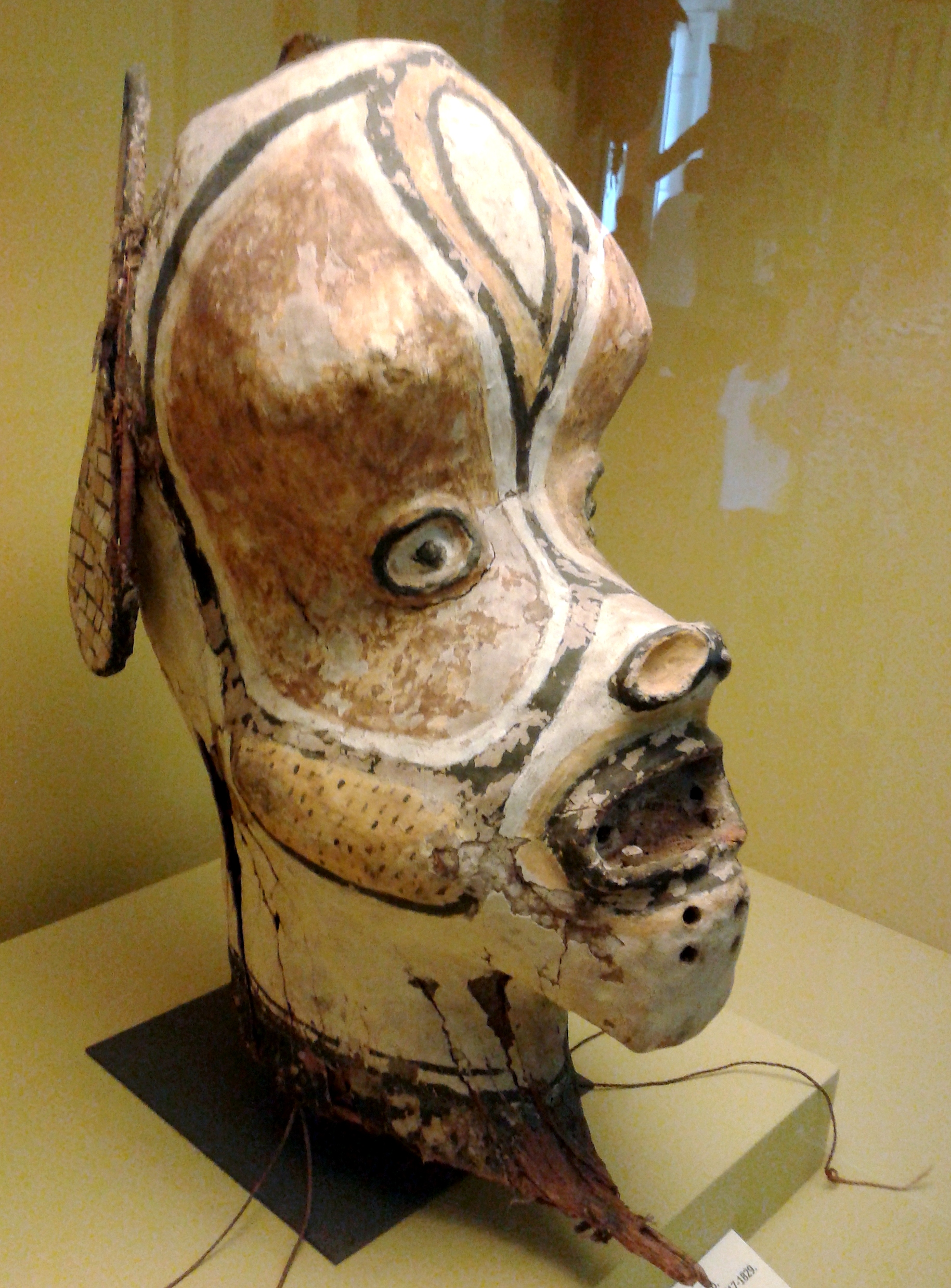
Masque Tikuna.

## Source de la traduction
- (en) Cet article est partiellement ou en totalité issu de l’article de Wikipédia en anglais intitulé « National Museum of Brazil » (voir la liste des auteurs).